# NGC 1371
NGC 1371 je galaksija u zviježđu Kemijska peć.

## Vanjske poveznice
- SEDS: NGC 1371